# Reloncaví (fiord)
Reloncaví – długi, wąski fiord na południu Chile. Początek swój bierze we wschodniej części zatoki Seno de Reloncaví, dużego, wewnętrznego basenu położonego na południe od Puerto Montt, stolicy dystryktu. Jego przebieg ma kształt pokrzywionej litery J i najpierw biegnie w kierunku ENE, a następnie po zakręcie w mniej więcej połowie długości, w kierunku NNE. Leży w całości w X regionie Chile – Los Lagos. Reloncaví jest położonym najdalej na północ chilijskim fiordem, jak również fiordem znajdującym się najbliżej równika. 
W jego bezpośrednim otoczeniu znajdują się chilijskie parki narodowe: Vicente Pérez Rosales, Hornopirén, Alerce Andino i rezerwat Llanquihue oraz robiące wrażenie stożki wulkanów Osorno, Calbuco i Yate. Obecnie, ze względu na ogólnie korzystne warunki hydrologiczne, jest jednym z centrów chilijskiej hodowli łososia.

## Warunki geograficzne i hydrologiczne
Fiord ma długość 55 km i w swoim najszerszym miejscu nie przekracza 3 km. Średnia szerokość to ok. 2 km. Rozpoczyna się we wschodniej stronie zatoki Reloncaví, która stanowi północną część chilijskiego morza wewnętrznego, dzielącego ląd stały od wyspy Chiloé. Fiord przebiega najpierw w kierunku ENE, a w okolicy środka skręca bardziej na północ. W jego jednej trzeciej długości leży zamieszkała wyspa Marimeli. Do fiordu, oprócz kilku potoków, uchodzą także dwie rzeki: Río Petrohué na północy i Rio Puelo na środku wschodniego brzegu. Oprócz wody z częstych i obfitych opadów, rzeki te przyczyniają się znacznie do wymiany wody i wpływają na zasolenie fiordu. Pomiędzy początkiem a wyspą Marimeli średnia głębokość fiordu wynosi 400 m, w rejonie zakrętu ok. 200 m, a w północnej części wynosi poniżej 100 m. Średnia głębokość całego fiordu wynosi 170 m. Obie wpływające do niego rzeki tworzą duże delty. Na ich obszarze utworzyły się płytkie laguny brachiczne. Zasolenie fiordu zmienia się zarówno sezonowo, jak i w zależności od miejsca. Waha się pomiędzy 1,7% na północy i 4,5%  przy ujściu. Amplituda normalnych pływów wynosi nieco więcej niż 1 m, jednak w czasie pływów syzygijnych może sięgać 6 m. Różnica między poziomami pływów w zatoce Reloncaví może przekroczyć 10 m.

## Gospodarka rybacka
Fiord Reloncaví jest jednym z centrów chilijskiej hodowli ryb, którą rozpoczęto w latach 70. XX wieku, a która jest teraz znaczącym czynnikiem gospodarczym. Hodowane są najczęściej ryby łososiowate, jak łosoś szlachetny, kiżucz i czawycza, a w ujściach rzek pstrąg potokowy i pstrąg tęczowy. Egzemplarze czawyczy, które umknęły z hodowli, utworzyły stabilne populacje i wpływają do niektórych chilijskich rzek, m.in. do Rio Petrohué, by składać ikrę. Wydaje się, że pozostałym dwu gatunkom łososiowatych się to nie udało. Pstrągi tęczowe i, w mniejszym zakresie, pstrągi potokowe stanowią w wielu chilijskich rzekach najczęściej spotykane gatunki i coraz bardziej wypierają nieliczne gatunki miejscowe. Wcześniej wody fiordu były zamieszkałe przede wszystkim przez robalo (Eleginops maclovinus), rybę z rodziny okoniokształtnych i buławika patagońskiego Macruronus magellanicus.

## Literatura
- Arnoldo Valle-Levinson, Nandita Sarkar, Rosario Sanay, Doris Soto und Jorge Leon: Spatial Structure of Hydrography and Flow in a Chilean Fjord, Estuario Reloncavı. W: Estuaries and Coasts Vol. 30, No. 1, S. 113–126; Februar 2007.